# Catodontherium
Il catodonterio (gen. Catodontherium) è un mammifero artiodattilo estinto, appartenente agli anoploterioidi. Visse tra l'Eocene medio e l'Eocene superiore (circa 42 - 34 milioni di anni fa) e i suoi resti fossili sono stati ritrovati in Europa.

## Descrizione
Questo animale era di taglia medio-grande, e alcune specie potevano raggiungere le dimensioni di un piccolo cavallo. Il cranio era basso e lungo, e possedeva una fossa preorbitale nelle ossa mascellari, come nell'affine Dacrytherium. La fossa era piuttosto ampia e probabilmente, nell'animale in vita, ospitava qualche tipo di ghiandola. I molari erano a corona decisamente bassa (brachidonti) dai tubercoli vagamente simili a quelli degli antracoteriidi. Il parastilo e il mesostilo erano moderatamente sviluppati, piuttosto uniti fra loro. Il quarto premolare superiore era corto e dotato di due tubercoli. Il tratto notevole della dentatura di Catodontherium risiedeva nella forma particolare dei secondi e terzi premolari, particolarmente allungati e decisamente taglienti.

## Classificazione
Catodontherium venne descritto per la prima volta da Charles Depéret nel 1905, sulla base di resti fossili ritrovati nella zona di Robiac-Rochessadoule in Francia e risalenti all'Eocene medio. Lo studioso descrisse i fossili con il nome di Catodus, ma il nome generico era stato già utilizzato in precedenza e lo stesso Depéret dovette cambiarlo in Catodontherium nel 1908. La specie tipo è Catodontherium robiacense, ma a questo genere sono state attribuite numerose altre specie, come C. argentonicum, C. buxgovianum, C. fallax, C. paquieri. La maggior parte dei fossili di Catodontherium sono stati ritrovati in vari giacimenti di Francia e Svizzera, ma alcuni resti attribuiti a questo genere provengono anche da Regno Unito e Spagna.
Catodontherium è un rappresentante degli anoploterioidi, un gruppo di mammiferi artiodattili endemici dell'Europa, che vissero principalmente tra l'Eocene e l'Oligocene. In particolare, alcune caratteristiche del cranio avvicinano questo genere a Dacrytherium, nella famiglia Dacrytheriidae.